# روبرت نيوتن هال
روبرت نيوتن هال هو قاضي وسياسي كندي، ولد في 26 يوليو 1836 في لا بريري في كندا، وتوفي في 1 يوليو 1907. حزبياً، نشط في Liberal-Conservative Party ‏. وقد انتخب عضو مجلس العموم الكندي.